# Euphilotes bernardino
Euphilotes bernardino is een vlinder uit de familie van de Lycaenidae. De wetenschappelijke naam van de soort is voor het eerst gepubliceerd in 1916 door William Barnes en James Halliday McDunnough.
De soort komt voor in het westen van de Verenigde Staten.